# Calicina
Calicina is een geslacht van hooiwagens uit de familie Phalangodidae.
De wetenschappelijke naam Calicina is voor het eerst geldig gepubliceerd door Ubick & Briggs in 1989. 

## Soorten
Calicina omvat de volgende 25 soorten:
- Calicina arida
- Calicina basalta
- Calicina brevis
- Calicina cloughensis
- Calicina conifera
- Calicina digita
- Calicina diminua
- Calicina dimorphica
- Calicina ensata
- Calicina galena
- Calicina kaweahensis
- Calicina keenea
- Calicina macula
- Calicina mariposa
- Calicina mesaensis
- Calicina minor
- Calicina morroensis
- Calicina palapraeputia
- Calicina piedra
- Calicina polina
- Calicina sequoia
- Calicina serpentinea
- Calicina sierra
- Calicina topanga
- Calicina yosemitensis